# Rhinocricus biabonus
Rhinocricus biabonus är en mångfotingart som beskrevs av Chamberlin 1941. Rhinocricus biabonus ingår i släktet Rhinocricus och familjen Rhinocricidae. Inga underarter finns listade i Catalogue of Life.